# نانوک
نانوک یک کامپایلر وب سایت مبتنی بر روبی است که اچ‌تی‌ام‌ال ثابت ایجاد می‌کند. این برنامه از کامپایل کردن از زبانهای مختلف نشانه گذاری، از جمله مارک‌داون، تسکتایل و اچ‌ای‌ام‌ال پشتیبانی می‌کند. این می‌تواند صفحاتی را با ظاهر و احساس سازگار تولید و تنظیم کند. نانوک یک سیستم مدیریت محتوا نیست، اما تا حدودی مانند یک سیستم عمل می‌کند.

## مزایای نانوک
در مقایسه با سایر ژنراتورهای سایت استاتیک، نانوک دارای معماری مدولار است.

## تفاوت از سیستم‌های مدیریت محتوای سنتی
اگرچه نانوک گاهی به عنوان یک سیستم مدیریت محتوا (CMS) عمل می‌کند، تفاوت‌های بسیاری وجود دارد.
- CMSهای سنتی باید هر زمان که کاربر از آن بخواهد صفحه وب را جمع کنند. صفحات HTML ثابت از قبل مونتاژ می‌شوند و به همین ترتیب لازم نیست دوباره جمع شوند.
- CMS با استفاده از یک زبان سمت سرور اجرا می‌شود، که CMS را در معرض تمام آسیب‌پذیری‌های زبان قرار می‌دهد. از آنجا که نانوک وب سایت‌ها را با HTML ساکن کامپایل می‌کند، تنها آسیب‌پذیری‌های خود سرور وب است.
- محتوای مدیریت شده توسط CMS معمولاً در هر زمان و از طریق رابط وب قابل تغییر است. از آنجا که نانوک در هر تغییر باید وب سایت را دوباره کامپایل کند، اصلاح یک وب سایت دشوارتر است.